# 2-ja Mużyca
2-ja Mużyca lub Wtoraja Mużyca (ros. 2-я Мужица) – wieś (ros. деревня, trb. dieriewnia) w zachodniej Rosji, w sielsowiecie kulbakińskim rejonu głuszkowskiego w obwodzie kurskim.

## Geografia
Miejscowość położona jest nad rzeką Mużyca (dopływ Snagostu w dorzeczu Sejmu), 4 km od centrum administracyjnego sielsowietu kulbakińskiego (Kulbaki), 12 km od centrum administracyjnego rejonu (Głuszkowo), 110 km od Kurska.
W granicach miejscowości znajduje się 90 posesji.

## Demografia
W 2010 r. miejscowość zamieszkiwało 141 osób.